# Oyampiacris nemorensis
Oyampiacris nemorensis är en insektsart som beskrevs av Marius Descamps 1977. Oyampiacris nemorensis ingår i släktet Oyampiacris, och familjen gräshoppor. Inga underarter finns listade.